# Archias de Corinthe
Pour les articles homonymes, voir Archias.
Archias est un citoyen corinthien et le fondateur quasi mythologique de la colonie de Syracuse, en Sicile.

## Légende
Archias tombe amoureux du fils de Mélissos, Actéon, le plus beau et le plus modeste des jeunes de son âge dans la ville, et se met à le courtiser. Constatant qu'il n'arrive pas à persuader le jeune de lui céder, il projette de le kidnapper. Il s'invite chez Mélissos pour prendre part à un festin. Avec ses complices, il fait violence au garçon et tente de l'enlever. La famille résiste, et dans le bras-de-fer qui suit, Actéon perd la vie.
Mélissos demande justice aux Corinthiens, qui font la sourde oreille. En réponse, il monte au sommet du temple de Poséidon, invoque ce dieu pour qu'il venge le meurtre de son fils et se jette sur les rochers. Une grande famine en résulte, et l'oracle, consulté, annonce qu'il faut venger la mort d'Actéon. Archias s'exile volontairement et mène un groupe de Corinthiens en Sicile, où ils établissent la colonie de Syracuse.
Après avoir fondé cette ville en tant qu'oikiste et engendré deux filles qu'il nomme, selon Plutarque, Ortygie et Syracuse, Archias est « traîtreusement » tué par Téléphus, qui a été exploité par lui dans son enfance.

### Crédit de traduction
- (en)/(it) Cet article est partiellement ou en totalité issu des articles intitulés en anglais « Archias of Corinth » (voir la liste des auteurs) et en italien « Archia (mitologia) » (voir la liste des auteurs).